# Nokia 6670
Il Nokia 6670 è uno smartphone creato da Nokia nel 2004 orientato all'utilizzo in ambito aziendale. Possedeva un'ottima fotocamera da 1 megapixel e uno schermo da 2,1 pollici con risoluzione 176x208, di tipo TFT.
Il suo processore ARM-9 (TI OMAP 1510) da 123 MHz permetteva l'esecuzione di svariate applicazioni in contemporanea, grazie anche al sistema operativo dotato di multitasking, Symbian 7.0 e ai 16 MB di RAM.
Supportava solo cuffie mono e il sistema audio era molto rudimentale, non riproduceva i toni alti nonostante l'altoparlante integrato possedesse un volume molto elevato.
Supportava gli MP3 e svariati tipi di file audio senza l'aggiunta di codec, grazie a Real Player.
Le cover risultavano molto sensibili a graffi e usura, soprattutto la plastica che ricopre lo schermo, particolarmente fragile.
Come tutti i telefoni di questa serie (S60v2), il 6670 fu veicolo di diversi worm come Cabir e Commwarrior, che rendevano i cellulari dotati di sistema operativo Symbian, lenti e inutilizzabili.
Vennero sviluppati molti antivirus per la piattaforma S60.
La sua controparte consumer, il Nokia 7610, ebbe più successo rispetto a questo modello, nonostante differissero solo per l'estetica della custodia anteriore (lo sportello posteriore era identico e utilizzabile su entrambi i telefoni).

## Programmi
I programmi integrati nella ROM del Nokia 6670:
- Note
- Calcolatrice
- Convertitore
- Registratore vocale
- Orologio
- Pagamenti
- Chat
- Segreteria telefonica
- Chiamata rapida
- Comando vocale
- Quickoffice
- Altri

La piattaforma Series 60 Versione 2 permetteva ovviamente l'aggiunta di svariate applicazioni, sia nel formato nativo *.sis sia nel diffuso formato *.jar (Java ME).
Sono disponibili diverse decine di migliaia di programmi e giochi per questa piattaforma, e la compatibilità parziale con cellulari come il Nokia 6680 e il Nokia N70 assicurava un'ottima longevità.

## Design
Il massa si attesta intorno ai 120 grammi, con dimensioni di 108,6x53x20,9 mm.
Presenta un form factor inusuale, ma il design compatto e le plastiche utilizzate lo rendono molto ergonomico.

## Messaggistica
Nokia 6670 può inviare SMS, E-Mail, MMS sfruttando il tastierino con scrittura facilitata (T9).

## Connettività
WAP: v. 2.0
Modem GPRS utilizzabile tramite il Bluetooth 1.1 integrato, o tramite cavo DKU-2 o DKU-5 (USB 1.1).

## Batteria
Batteria al litio da 900 mAh
Autonomia in standby 240 ore.
Autonomia in conversazione 4 ore.

## Memoria
La scheda di memoria in dotazione è una RS-MMC da 64 MB, ma è espandibile fino a 2 GB (slot sotto la batteria).

## Personalizzazione
- Suonerie personalizzate: SI
- Supporto temi: SI
- Cover intercambiabile: SI

## Funzioni vocali
- Memo vocale: Sì
- Chiamata vocale: Sì
- Comandi vocali: Sì
- Vivavoce: Sì
- Conferenza: Sì